# The Libertines
 (транскр.  Либертинс) енглеска су музичка група из Лондона.

## Чланови

### Садашњи
- Пит Доерти [а] — гитара, вокал (1997—2004, 2010, 2014—данас)
- Карл Барат [б] — гитара, вокал (1997—2004, 2010, 2014—данас)
- Џон Хасал — бас-гитара (1999—2000, 2001—2004, 2010, 2014—данас)
- Гари Пауел — бубањ (2001—2004, 2010, 2014—данас)

### Бивши
- Пол Дуфор — бубањ (2000)

## Дискографија

### Студијски албуми
- (2002)
- (2004)
- (2015)
- (2024)

### издања
- (2003)
- (2003)
- (2003)
- (2005)

### Компилације
- (2007)

## Награде и номинације
- Награде Брит

| Година | Категорија              | Номиновано дело | Исход      |
| ------ | ----------------------- | --------------- | ---------- |
| 2005.  | Британски рок извођач   | —               | Номинација |
| 2005.  | Британски извођач уживо | —               | Номинација |

- Награде Кју

| Година | Категорија        | Номиновано дело   | Исход      |
| ------ | ----------------- | ----------------- | ---------- |
| 2004.  | Најбољи албум     |                   | Номинација |
| 2004.  | Најбољи продуцент | (прод. Мик Џоунс) | Освојено   |
| 2015.  | Најбоља песма     |                   | Освојено   |